# Enrique Orizaola
Enrique Orizaola Velázquez (* 26. März 1922 in Santander; † 10. Juni 2013 ebenda) war ein spanischer Fußballspieler und -trainer.

## Karriere
In seiner Zeit als Fußballspieler stand er von 1941 bis 1948 bei Racing Santander unter Vertrag.
Ab 1956 war er Trainer des spanischen Zweitligisten Racing Santander bis zum Jahr 1958. In den folgenden zwei Saisons trainierte er die Zweitligisten Real Jaén und Real Murcia.
Zu Beginn der Saison 1960/61 war er Co-Trainer von Ljubiša Broćić beim FC Barcelona und löste ihm am 12. Januar 1961 als Cheftrainer ab. Mit Orizaola erreichte Barcelona das Finale des Europapokals der Landesmeister 1960/61, in dem man sich Benfica Lissabon mit 2:3 geschlagen geben musste. Nach dieser Saison, in der er von 14 Ligaspielen fünf gewann, wurde er durch Luis Miró ersetzt.

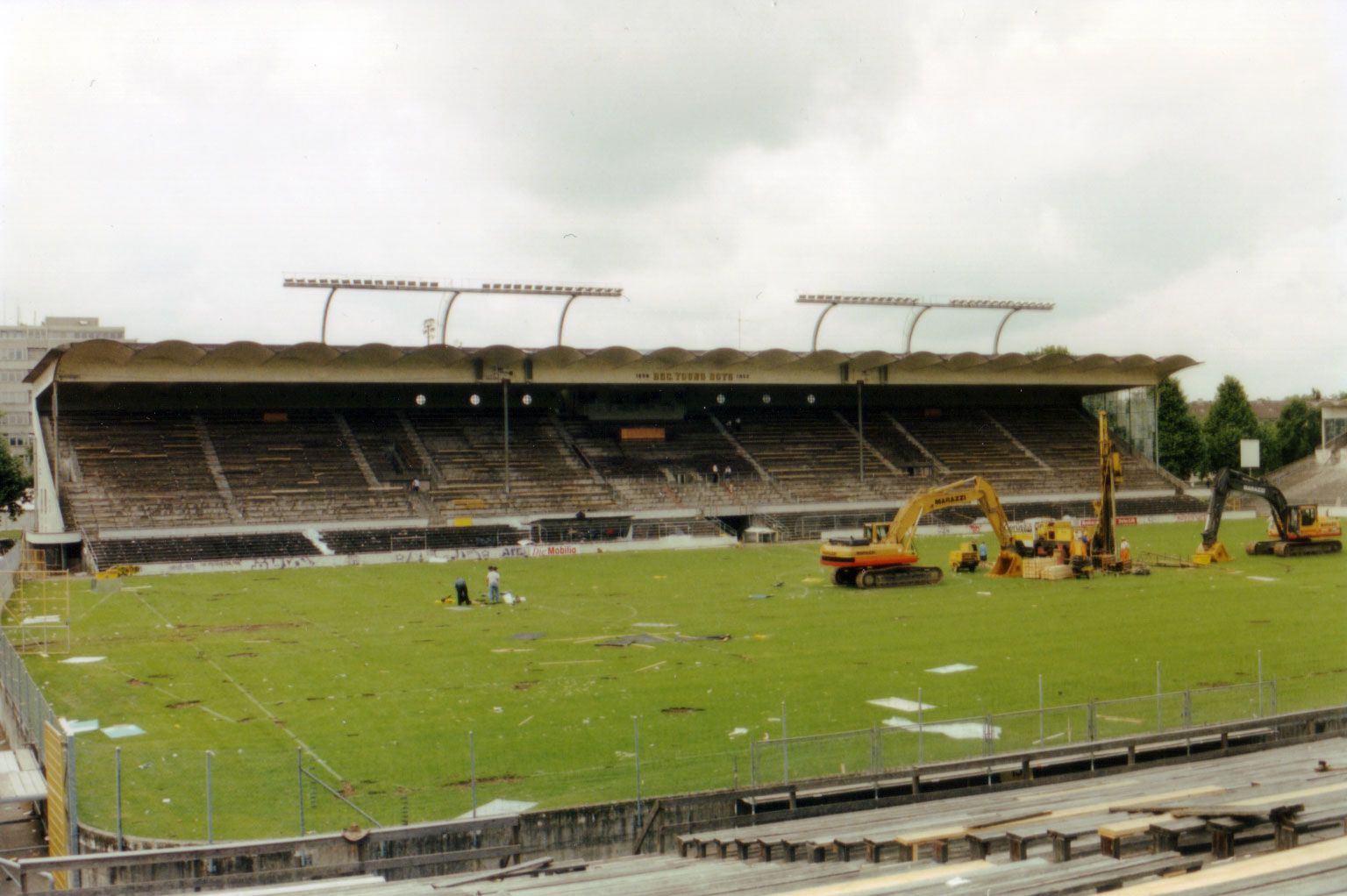
Stadion Wankdorf, Austragungsort des Europapokals der Landesmeister 1960/61, Aufnahme des Abrisses 2001

In der Saison 1962/63 war Orizaola Coach von CA Osasuna, mit dem er in dieser Saison in die Segunda División absteigen musste. Eine Saison später trainierte er den Erstligisten Real Oviedo und war auch dort wieder auf dem „besten Wege“ Oviedo in die Zweitklassigkeit zu führen. So kam es nicht unerwartet, dass er nach einer 0:3-Niederlage am 17. Spieltag der Saison durch Eduardo Toba abgelöst wurde. In der darauffolgenden Saison war er Trainer vom spanischen Erstligisten UD Levante. Wieder einmal gelang es Orizaola nicht, dem Verein zum Klassenerhalt zu verhelfen, so dass Levante am Ende der Saison absteigen musste. Zur Saison 1965/66 wurde er Trainer des Zweitligisten Deportivo La Coruña, mit dem er in dieser Saison den Aufstieg in die Primera División schaffte. Wieder in der ersten Liga als Trainer angekommen, verließ Orizaola auch schon wieder das Glück: in der Saison 1966/67 gewann er von 19 Ligaspielen gerade einmal vier und fand sich mit seinem Team zum Zeitpunkt seiner Ablösung am Ende der Tabelle wieder.
Anschließend trainierte er vorwiegend spanische Zweitligisten, darunter: zwei Mal Real Valladolid, UD Salamanca, Rayo Vallecano, CE Sabadell, wieder Deportivo La Coruña, Deportivo Xerez, Albacete Balompié, Calvo Sotelo und CD Badajoz.